# Hariharapura, Holenarsipur
Hariharapura là một làng thuộc tehsil Hole Narsipur, huyện Hassan, bang Karnataka, Ấn Độ.